# Talossština
Talossština (talossky El Glheþ Talossan) je umělý jazyk vytvořený R. Ben Madisonem v roce 1980 pro mikronárod Království Talossa, který sám založil.
Asociace Talosských jazykových organizací spravuje web talossan.com, kde je možné nalézt informace pro nové studenty, výzkum a on-line překlady do a z angličtiny.
Jazyk je používán v Království Talossa (El Regipäts Talossan), konstituční monarchii s vlastním dvoukomorovým parlamentem, založené 26. prosince 1979. Byl také používán v Republice Talossa (La Repúblicâ Talossán), vytvořené v roce 2004 bývalými občany Království, která se však s Královstvím opět spojila v 2012.
V Republice Talossa jazyk rozvíjel Talossan-Language project, který tvořil anglicko-talossský slovník a l'Icastolâ, Škola Talossského jazyka při Talosské akademii umění a věd, založená 9. srpna 2005. V rámci Království je jazyk v péči Comità per l'Útzil del Glheþ (CÚG; Komise pro použití jazyka).